# The Fortunes of Perkin Warbeck
The Fortunes of Perkin Warbeck è un romanzo storico di Mary Shelley del 1830.
In questo romanzo, Mary Shelley tornò al tema de L'ultimo uomo che un sistema politico idealistico è impossibile senza un miglioramento nella natura umana. Il romanzo, influenzato dai romanzi storici di Walter Scott - con cui Mary Shelley si era consultata durante la stesura del libro - narra la storia di Perkin Warbeck, un pretendente al trono di Enrico VII d'Inghilterra che sosteneva di essere Riccardo, il secondo figlio di re Edoardo IV.
Shelley credeva che Warbeck fosse davvero Riccardo e che fosse fuggito dalla Torre di Londra. Il personaggio viene rappresentato con elementi del marito Percy Bysshe Shelley, ritraendolo con affetto come un'anima angelica, incapace di offendere, che è guidato dalla sua sensibilità sulla scena politica.
Mary Shelley sembra essersi identificata con la moglie di Riccardo, Lady Katherine Gordon, che dopo la morte del marito sopravvive scendendo a compromessi con i suoi nemici politici. Lady Gordon rappresenta i valori di amicizia, vita domestica e uguaglianza; attraverso di lei, Mary Shelley offre un'alternativa femminile alle politiche di potere che distruggono Riccardo e alle tipiche narrazioni storiche che trattano solo quegli eventi.